# Kap Chaunar
Kap Chaunar (franska: Cap Noun) är en udde i Marocko. Den ligger 600 km sydväst om huvudstaden Rabat. På 1400-talet ansåg både araber och européer att det var omöjligt att segla söder om denna udde. Därför kallade portugiserna udden för Cabo Não (Kap Nej).

## Historia
År 1291 seglade två genuesiska bröder, Vandino och Ugolino Vivaldi ut genom Gibraltarsund och utmed den marockanska kusten till Gozora (Cape Chaunar). Därefter finns inga spår efter expeditionen.

Marinidernas rike på 1300-talet.

År 1346 seglade Jaume Ferrer, en sjöfarare från Mallorca ut genom Gibraltarsund och söderut utmed Marinidernas rike. Denna händelse finns illustrerad på den Katalanska världskartan med en notis att Ferrer lämnade Mallorca den 10 augusti 1346 för att söka efter Riu Auri.

## Artikelursprung
Den här artikeln är helt eller delvis baserad på material från engelskspråkiga Wikipedia, Jaume Ferrer, tidigare version.